# Mauricio Soria
Mauricio Ronald Soria Portillo (Cochabamba, 1 de junho de 1966) é um ex-futebolista e treinador de futebol boliviano.

## Carreira
Pela seleção boliviana, jogou 23 partidas entre 1991 e 2002. Em clubes, defendeu Jorge Wilstermann, Destroyers, The Strongest, Bolívar, Always Ready, Oriente Petrolero e Aurora. Encerrou a carreira em 2005, aos 39 anos, em sua terceira passagem pelo Aurora.

## Treinador
Atualmente é treinador de futebol, tendo começado no Jorge Wilstermann, em 2006. Comandaria também Real Potosí, The Strongest e Blooming, além da Seleção Boliviana, em 2014 (como interino) e 2015. levando a equipe às quartas-de-final da Copa América. Em fevereiro de 2016, Soria reassumiu o comando técnico do The Strongest, no lugar do paraguaio Pablo Cavallero.

## Títulos

### Jogador
Campeonato Boliviano
- Bolívar: 1994, 1996
- Jorge Wilstermann: 2000
- The Strongest: 2003

### Treinador
Campeonato Boliviano
- The Strongest: 2006,2011-12
- Real Potosí: 2007